# Тлеуж, Адам Хусейнович
Адам Хусейнович Тлеуж (род. 23 июля 1951, Адыгея, СССР) — советский партийный, хозяйственный и российский государственный деятель, первый председатель Верховного Совета Республики Адыгея депутат трёх созывов в Государственный совет-Хасэ Республики Адыгея, Член Совета Федерации Федерального Собрания Российской Федерации в 2001—2007 годах. Главный федеральный инспектор в Республике Адыгея аппарата полномочного представителя Президента Российской Федерации в Южном федеральном округе. Директор АРИГИ (2017). Действительный член Академии социальных наук Российской Федерации.

## Биография
- Родился 23 июля 1951 года. Образование высшее, окончил Кубанский государственный университет («филология»), Российскую академию управления («политология») и Московский открытый социальный университет («юриспруденция») Доктор философских наук.
- С 1973 по 1986 год — заведующий кабинетом научного атеизма, работал секретарем комитета комсомола завода «Металлист», а также в краевом обществе «Знание» (Краснодар).
- С 1986 года занимал должности заведующего идеологическим отделом, являлся вторым и первым секретарем Тахтамукайского райкома КПСС.
- Избирался депутатом областного Совета народных депутатов Адыгейской автономной области, парламента Республики Адыгея первого, второго и третьего созывов.
- C декабря 1991 года был избран депутатом Верховного Совета Адыгеи от избирательного округа № 79 Тахтамукайского района (1992—1996 гг.).
- С февраля 1992 года работал старшим научным сотрудником в Адыгейском научно-исследовательском институте им. Керашева.
- С 16 марта 1992 года Председатель Верховного Совета Республики Адыгея,
- С ноября 1993 года Председатель Законодательного Собрания (Хасэ)- Парламента Республики Адыгея,
- 17 декабря 1995 года был избран депутатом Государственного совета — Хасэ Республики Адыгея по Тахтамукайскому одномандатному территориальному избирательному округу № 8.
- С 16 января 1996 года заместитель Председателя Государственного Совета-Хасэ Республики Адыгея
- В 1999 году баллотировался в Госдуму от избирательного блока «Отечество — Вся Россия»[1].
- В марте 2001 года был вновь избран в Государственный Совет — Хасе Республики Адыгея, был заместителем председателя Совета Представителей — председателем комитета Совета Представителей Государственного Совета — Хасэ Республики Адыгея по вопросам законодательства, законности, органов государственной власти и местного самоуправления;
- С 18 апреля 2001 по февраль 2007 года член Совета Федерации Федерального Собрания Российской Федерации от Государственного Совета — Хасэ Республики Адыгея. Избран членом Комитета по социальной политике, был заместителем председателя Комитета по делам Федерации и региональной политике, членом Комиссии по контролю за обеспечением деятельности Совета Федерации;
- С 2007 года — советник Председателя Совета Федерации Федерального Собрания РФ; действительный государственный советник РФ 3 класса[2]
- С декабря 2007 по декабрь 2016 года — Главный федеральный инспектор аппарата полномочного представителя Президента в Южном Федеральном Округе по Республике Адыгея.
- В декабре 2016 года распоряжением полномочного представителя Президента России в Южном федеральном округе Владимира Устинова на должность главного федерального инспектора по Республике Адыгея назначен Сергей Леонидович Дрокин, который ранее возглавший региональное управление ФСКН по Краснодарскому краю[3].
- С марта 2017 года директор Адыгейского республиканского института гуманитарных исследований имени Тембота Керашева (АРИГИ)[4]

## Семья, увлечения
- Женат, имеет трёх дочерей и сына
- Увлекается горным туризмом, горными лыжами, футболом.

## Награды
- Медаль ордена «За заслуги перед Отечеством» II степени,
- медаль «Слава Адыгеи»,
- медаль «В память 1000-летия Казани» (2005),
- орден «Честь и слава» III степени (2022, Абхазия)[5],
- Почётный знак Государственного Совета-Хасэ Республики Адыгея «Закон. Долг. Честь»,
- Почётные грамоты Совета Федерации Федерального Собрания Российской Федерации,
- Почётная грамота Государственного Совета — Хасэ Республики Адыгея.